# Болгария на зимних Олимпийских играх 2010
Болгария на зимних Олимпийских играх 2010 была представлена 19 спортсменами в четырёх видах спорта.

## Результаты соревнований

### Биатлон
Мужчины
| Соревнование         | Спортсмены                                                       | Стрельба    | Результат | Место |
| -------------------- | ---------------------------------------------------------------- | ----------- | --------- | ----- |
| Спринт               | Красимир Анев                                                    | 0+0         | 26:09,1   | 25    |
| Спринт               | Михаил Клечоров                                                  | 0+0         | 27:23,1   | 59    |
| Спринт               | Мирослав Кенанов                                                 | 1+0         | 28:40,2   | 82    |
| Спринт               | Владимир Илиев                                                   | 1+2         | 28:45,0   | 83    |
| Гонка преследования  | Михаил Клечоров                                                  | 0+0+0+0     | 37:08,1   | 44    |
| Гонка преследования  | Красимир Анев                                                    | 2+0+0+1     | 37:24,2   | 45    |
| Индивидуальная гонка | Красимир Анев                                                    | 0+2+0+0     | 52:09,2   | 25    |
| Индивидуальная гонка | Михаил Клечоров                                                  | 1+1+1+0     | 54:54,6   | 63    |
| Индивидуальная гонка | Владимир Илиев                                                   | 2+1+1+1     | 57:37,8   | 79    |
| Индивидуальная гонка | Мартин Богданов                                                  | 1+2+0+1     | 58:29,6   | 84    |
| Эстафета             | Михаил Клечоров, Владимир Илиев, Мирослав Кенанов, Красимир Анев | 02+03+01+03 | 1:29:39,7 | 16    |

Женщины
| Соревнование         | Спортсмены     | Стрельба | Результат | Место |
| -------------------- | -------------- | -------- | --------- | ----- |
| Спринт               | Нина Кленовска | 1+2      | 22:32,4   | 62    |
| Индивидуальная гонка | Нина Кленовска | 0+1+1+1  | 45:49,8   | 48    |

### Коньковые виды спорта

#### Шорт-трек
Мужчины
| Соревнование | Спортсмены  | Отборочный раунд | Отборочный раунд | Четвертьфинал | Четвертьфинал | Полуфинал | Полуфинал | Финал     | Финал     | Финал     | Итоговое место |
| Соревнование | Спортсмены  | Результат        | Место            | Результат     | Место         | Результат | Место     | Название  | Результат | Место     | Итоговое место |
| ------------ | ----------- | ---------------- | ---------------- | ------------- | ------------- | --------- | --------- | --------- | --------- | --------- | -------------- |
| 1000 метров  | Асен Пандов | 1:28,580         | 4                | не прошёл     | не прошёл     | не прошёл | не прошёл | не прошёл | не прошёл | не прошёл | 31             |

Женщины
| Соревнование | Спортсмены                | Отборочный раунд | Отборочный раунд | Четвертьфинал | Четвертьфинал | Полуфинал | Полуфинал | Финал     | Финал     | Финал     | Итоговое место |
| Соревнование | Спортсмены                | Результат        | Место            | Результат     | Место         | Результат | Место     | Название  | Результат | Место     | Итоговое место |
| ------------ | ------------------------- | ---------------- | ---------------- | ------------- | ------------- | --------- | --------- | --------- | --------- | --------- | -------------- |
| 500 метров   | Евгения Раданова          | 45,125           | 1                | 44,047        | 3             | не прошла | не прошла | не прошла | не прошла | не прошла | 9              |
| 500 метров   | Марина Георгиева-Николова | DSQ              | —                | не прошла     | не прошла     | не прошла | не прошла | не прошла | не прошла | не прошла | 32             |
| 1000 метров  | Евгения Раданова          | 1:32,829         | 4                | не прошла     | не прошла     | не прошла | не прошла | не прошла | не прошла | не прошла | 25             |
| 1500 метров  | Евгения Раданова          |                  |                  | 2:23,698      | 3             | 2:24,376  | 2         | A         | 2:19,411  | 7         | 7              |
| 1500 метров  | Марина Георгиева-Николова |                  |                  | 2:28,732      | 3             | 2:25,604  | 7         | не прошла | не прошла | не прошла | 17             |

### Лыжные виды спорта

#### Горнолыжный спорт
Мужчины
| Соревнование      | Спортсмены      | Скоростной спуск/ 1 спуск | Слалом/ 2 спуск | Всего   | Место |
| ----------------- | --------------- | ------------------------- | --------------- | ------- | ----- |
| Скоростной спуск  | Стефан Георгиев |                           |                 | DNF     | —     |
| Суперкомбинация   | Стефан Георгиев | 2:02,77                   | 54,64           | 2:57,41 | 34    |
| Супергигант       | Стефан Георгиев |                           |                 | 1:36,32 | 41    |
| Гигантский слалом | Стефан Георгиев | 1:23,82                   | 1:25,09         | 1:43,92 | 25    |
| Гигантский слалом | Килиан Альбрехт | DNS                       | —               | —       | —     |
| Слалом            | Килиан Альбрехт | 50,08                     | 52,28           | 1:42,36 | 20    |
| Слалом            | Стефан Георгиев | 50,86                     | 53,06           | 2:48,91 | 48    |

Женщины
| Соревнование      | Спортсмены    | 1 спуск | 2 спуск | Всего   | Место |
| ----------------- | ------------- | ------- | ------- | ------- | ----- |
| Скоростной спуск  | Мария Киркова |         |         | 1:56,80 | 33    |
| Супергигант       | Мария Киркова |         |         | DNF     | —     |
| Гигантский слалом | Мария Киркова | DNF     | —       | —       | —     |
| Слалом            | Мария Киркова | DNF     | —       | —       | —     |

#### Лыжные гонки
Мужчины
Дистанция
| Соревнование           | Спортсмен      | Результат | Место |
| ---------------------- | -------------- | --------- | ----- |
| 15 км свободным стилем | Веселин Цинзов | 36:11,7   | 50    |
| Дуатлон 15+15 км       | Веселин Цинзов | DNF       | —     |

Женщины
Дистанция
| Соревнование           | Спортсмены        | Результат | Место |
| ---------------------- | ----------------- | --------- | ----- |
| 10 км свободным стилем | Антония Григорова | 28:27,7   | 59    |
| 10 км свободным стилем | Теодора Малчева   | 29:52,4   | 65    |
| Гонка преследования    | Антония Григорова | 49:31,5   | 61    |

#### Сноуборд
Бордеркросс
| Соревнование | Спортсмены        | Квалификация | Квалификация | Четвертьфинал | Полуфинал | Финал     | Место |
| Соревнование | Спортсмены        | Результат    | Место        | Четвертьфинал | Полуфинал | Финал     | Место |
| ------------ | ----------------- | ------------ | ------------ | ------------- | --------- | --------- | ----- |
| Женщины      | Александра Жекова | DNF/DNS      | —            | не прошла     | не прошла | не прошла | —     |

Параллельный гигантский слалом
| Соревнование | Спортсмены        | Квалификация | Квалификация | Квалификация | Квалификация | 1/8 финала         | Четвертьфинал      | Полуфинал          | Финал              | Место |
| Соревнование | Спортсмены        | 1 спуск      | 2 спуск      | Всего        | Место        | Соперник Результат | Соперник Результат | Соперник Результат | Соперник Результат | Место |
| ------------ | ----------------- | ------------ | ------------ | ------------ | ------------ | ------------------ | ------------------ | ------------------ | ------------------ | ----- |
| Мужчины      | Иван Ранчев       | 40,38        | 42,45        | 1:22,83      | 26           | не прошёл          | не прошёл          | не прошёл          | не прошёл          | 26    |
| Женщины      | Александра Жекова | DNS          | —            | —            | —            | не прошла          | не прошла          | не прошла          | не прошла          | —     |

### Санный спорт
Мужчины
| Соревнование | Спортсмены     | 1 заезд   | 1 заезд | 2 заезд   | 2 заезд | 3 заезд   | 3 заезд | 4 заезд   | 4 заезд | Итоговый результат | Итоговое место |
| Соревнование | Спортсмены     | Результат | Место   | Результат | Место   | Результат | Место   | Результат | Место   | Итоговый результат | Итоговое место |
| ------------ | -------------- | --------- | ------- | --------- | ------- | --------- | ------- | --------- | ------- | ------------------ | -------------- |
| Одиночки     | Пётр Ильев     | 50,348    | 34      | 50,701    | 35      | 50,921    | 34      | 50,428    | 35      | 3:22,398           | 35             |
| Одиночки     | Иван Папукчиев | 50,932    | 37      | 50,909    | 36      | 51,105    | 37      | 50,386    | 34      | 3:23,332           | 37             |